# وليام ويرت
وليام ويرت (بالإنجليزية: William Wirt)‏ (ولد 8 نوفمبر 1772 - توفي 18 فبراير 1834) كاتب ورجل دولة أميركي كان له الفضل في تحويل منصب نائب عام الولايات المتحدة إلى منصب ذي نفوذ. وكان صاحب أطول فترة في منصب النائب العام في تاريخ البلاد. وكان أيضا المرشح المناهض للماسونية للرئاسة في انتخابات عام 1832.
نشأ ويرت في ولاية ماريلاند لكنه بدأ العمل في مجال القانون في ولاية فيرجينيا، ونجح في امتحان المحاماة في فرجينيا في عام 1792. شغل ويرت عدة مناصب مختلفة، وكان المدعي العام في محاكمة آرون بور بتهمة الخيانة. فاز في انتخابات مجلس مندوبي ولاية فرجينيا في عام 1808، وعين وكيلا لوزارة العدل في عام 1816. وفي العام التالي، عينه الرئيس جيمس مونرو في منصب النائب العام للولايات المتحدة. بقي ويرت في هذا المنصب للاثني عشر عاما القادمة، خدمة في إدارة مونرو وجون كوينسي آدامز. وواصل مسيرته القانونية بعد ترك منصبه، ومثل الشيروكي في قضية أمة الشيروكي ضد جورجيا.
كان ويرت نفسه ماسونيا سابقا، إلا أن الحزب المناهض للماسونية عينه كمرشح لرئاسة الجمهورية في عام 1832. لم يقم ويرت بحملة نشطة للمنصب ورفض التحدث علنا ضد الماسونية. ومع ذلك فقد فازت تذكرة ويرت ونائبه أموس إلماكر بولاية فيرمونت، لتصبح أول بطاقة عن حزب رئاسي ثالث تفوز بولاية في الانتخابات الأمريكية. واصل ويرت مزاولة القانون بعد الانتخابات حتى وفاته في 1834. سميت مقاطعة ويرت في فرجينيا الغربية عليه.

## روابط خارجية
- وليام ويرت على موقع إن إن دي بي (الإنجليزية)